# Shani Kedmi
Shani Kedmi (hebr. שני קדמי, ur. 20 lipca 1977, Tel Awiw-Jafa) – izraelska żeglarka, olimpijka.
Dwukrotnie reprezentowała swój kraj na igrzyskach olimpijskich - w 1996 w Atlancie zajęła, wraz z Anat Fabrikant, 12. miejsce w klasie 470 i w 2000 w Sydney w tej samej klasie i z tą samą partnerką zajęła 4. miejsce.
Na Uniwersjadzie w 1999 zdobyła, również w parze z Anat Fabrikant, brąz w klasie 470.